# Prayagraj

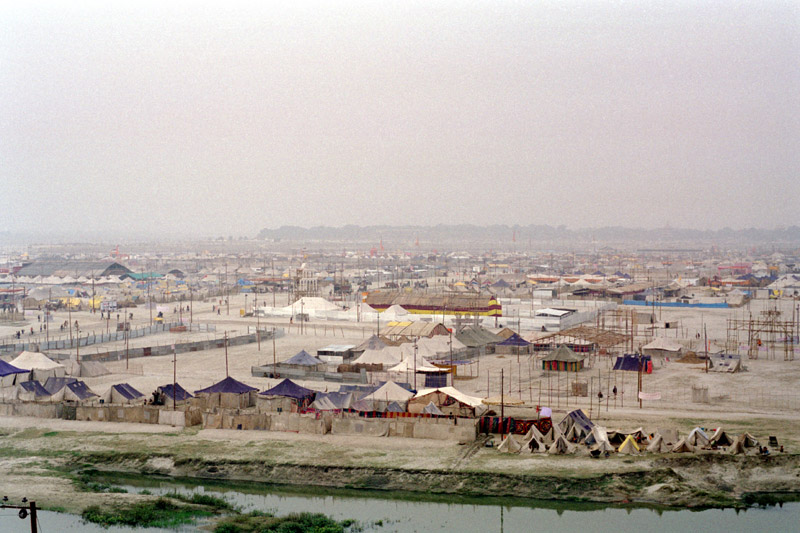
Område i Prayagraj som används för vallfärden Kumbh Mela.

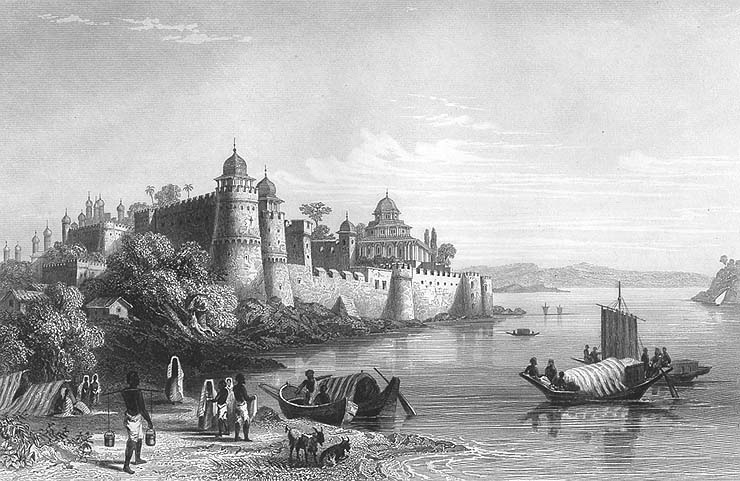
En äldre teckning av staden, sedd från Ganges.

Prayagraj är det officiella namnet för Allahabad, en stad i den indiska delstaten Uttar Pradesh och den administrativa huvudorten för distriktet Prayagraj. Staden hade 1 112 544 invånare vid folkräkningen 2011, med totalt 1 212 395 invånare i hela storstadsområdet. Allahabad är belägen vid floderna Ganges' och Yamunas sammanflöde.

## Historia
Staden är sedan gammalt ett religiöst centrum. Som hinduernas heliga stad tar den årligen emot hundratusentals pilgrimer och vart tolfte år miljoner deltagare i den religiösa festen Kumbh Mela. Ashokas pelare (från 200-talet f.Kr.) minner om den buddhistiska perioden. Den nuvarande staden grundades 1583 av mogulhärskaren Akbar.